# Louis Partridge
Louis Patrick James Partridge (Londres, 3 de junho de 2003) é um ator e modelo britânico. Ele ficou conhecido graças ao seu papel de Lorde Tewksbury no filme Enola Holmes e Enola Holmes 2, da Netflix em 2020  e na minissérie Pistol de 2022 da Disney+, como Sid Vicious .

## Biografia
Partridge nasceu em 3 de junho de 2003 em Wandsworth, Londres, filho de James e Liz Partridge . Ele é descendente de galeses por parte de mãe. Ele tem uma irmã mais velha chamada Issie e uma irmã mais nova, Millie .
Partridge frequentou a Escola Preparatória de Dulwich . Ele também jogava rugby no Battersea Ironsides Sports Club.

## Carreira
Começou a atuar casualmente quando, aos 12 anos, participou de um curta-metragem de três dias que o despertou o interesse pela profissão.
Desde 2016 ele combina seu trabalho como um ator e estudando nível secundário. Após a formatura, queria atuar em tempo integral.
Autodidata, não realizou estudos formais de atuação. Encontra-se interessado em um papel que possa "fazer algo que envolva ação ou acrobacias". E trabalhar com os diretores Luca Guadagnino e Martin Scorsese.
O papel de Piero de Medici na minissérie Medici: Masters of Florence fez dele um rosto familiar para o público. O ator fez parte do filme da Netflix Enola Holmes, onde interpreta Lord Tewksbury. Foi elogiado pela naturalidade de sua atuação no primeiro papel de sua carreira.
Durante a gravação de Enola Holmes, ele se tornou amigo da atriz e produtora Millie Bobby Brown que faz o papel da Enola, apenas alguns meses mais jovem que Partridge.
Atualmente trabalha na fase de pré-produção da peça "Emil and the detectives" no National Theatre com direção de Bijan Sheibani e no filme de Livia De Paolis, The Lost Girls, onde interpreta Peter Pan.

## Filmografia

### Cinema
| Ano  | Título                            | Papel                                   | Notas         |
| ---- | --------------------------------- | --------------------------------------- | ------------- |
| 2015 | Pan                               | Mineiro                                 | Não creditado |
| 2017 | Amazon Adventure                  | Henry Bates (jovem)                     |               |
| 2017 | Paddington 2                      | G-man                                   |               |
| 2020 | Enola Holmes                      | Lord Tewksbury, Marquês de Basilwether  |               |
| 2022 | The Lost Girls                    | Peter Pan                               |               |
| 2022 | Enola Holmes 2                    | Lord Tewksbury, Marquês de Basilwether  |               |
| 2024 | Argylle                           | Aubrey Argylle / Agente Argylle (jovem) |               |
| 2025 | Filme sem título de Noah Baumbach | TBA                                     | Filmando      |
| TBA  | Ferryman                          | Tristan                                 |               |

### Televisão
| Ano  | Título                      | Papel               | Notas                       |
| ---- | --------------------------- | ------------------- | --------------------------- |
| 2014 | Boomers                     | Alf                 | Episódio: "#1.4"            |
| 2019 | Medici: Masters of Florence | Pedro de Médici     | Temporada 3 (4 episódios)   |
| 2022 | Pistol                      | Sid Vicious         | Elenco principal            |
| 2024 | Disclaimer                  | Jonathan Brigstocke | Papel principal, minissérie |
| TBA  | House of Guinness           | Edward Guinness     | Filmando                    |

### Curtas-metragens
| Ano  | Título        | Papel       | Notas |
| ---- | ------------- | ----------- | ----- |
| 2014 | About a Dog   | Gav (jovem) |       |
| 2014 | Beneath Water | Felix       |       |
| 2016 | Second skin   | Menino      |       |